# Elias Magnus Rhalambius
Elias Magni Rhalambius Gestricius, död före 17 mars 1608, var professor i logik vid Uppsala universitet från 1601 och i filosofi från 1604. Han var universitetets rektor 23 januari 1606 till 11 april 1607
Han har från trycket utgivit Propositiones nonnullae de artium liberalium causis (1602) och Problemata physica (1605).
Han var gift med Christina Olofsdotter i hennes 1:a gifte död 1618, dotter av ärkebiskopen i Uppsala Olaus Martini och Ragnild Håkansdotter. Hans son, Magnus Rålambstierna, studerade vid Universitetet och gjorde senare karriär inom lagskipningen. Först vid Svea hovrätt och senare i nuvarande Finland och även som häradshövding. Sedermera adlad.